# Ламар (награда)
Вижте пояснителната страница за други значения на Ламар.
Национална литературна награда „Ламар“ е учредена през 2015 г. от Община Троян с Решение № 985 от заседание на Изпълнителния комитет на Общинския съвет от 30 юли 2015 г. като израз на признание към паметта на родения в троянското село Калейца български поет Ламар. За първи път е връчена през октомври същата година.
Националната литературна награда „Ламар“ се присъжда за цялостно творчество. Основна нейна цел е „да стимулира автори на художествени произведения в най-добрите традиции на българската литература в областта на поезията“.
Наградата се връчва на всеки 2 години (на ротационен принцип с националната литературна награда „Николай Петев“) в навечерието на Петковден – празник на град Троян, от Кмета на Община Троян.
Наградата няма конкурсен характер. С нея се удостояват български автори. Наградата е индивидуална и не се връчва за съавторство, на авторски колективи и творчески съюзи.
Предложения за носител на наградата могат да бъдат изготвени от творчески съюзи, културни институти, издателства и университети. Предложенията се внасят в Община Троян в срок до 30 септември в годината на връчване на наградата.
Кметът на Община Троян назначава със своя заповед комисия за избор на носител на наградата. Комисията се състои от 5 души. В нея участват: ресорният заместник-кмет на Община Троян, литератор, запознат с творчеството на Ламар, председателят на Дружеството на троянските писатели и двама представители на Съюза на българските писатели.
Носителят на наградата получава почетна грамота, плакет и парична сума в размер на 1000 лв.

## Наградени автори
- Евтим Евтимов (2015)[2][3]
- Любомир Левчев (2018)[4][5]
- Боян Ангелов (2020)[6][7][8]